# Arquitectura de Bhutan

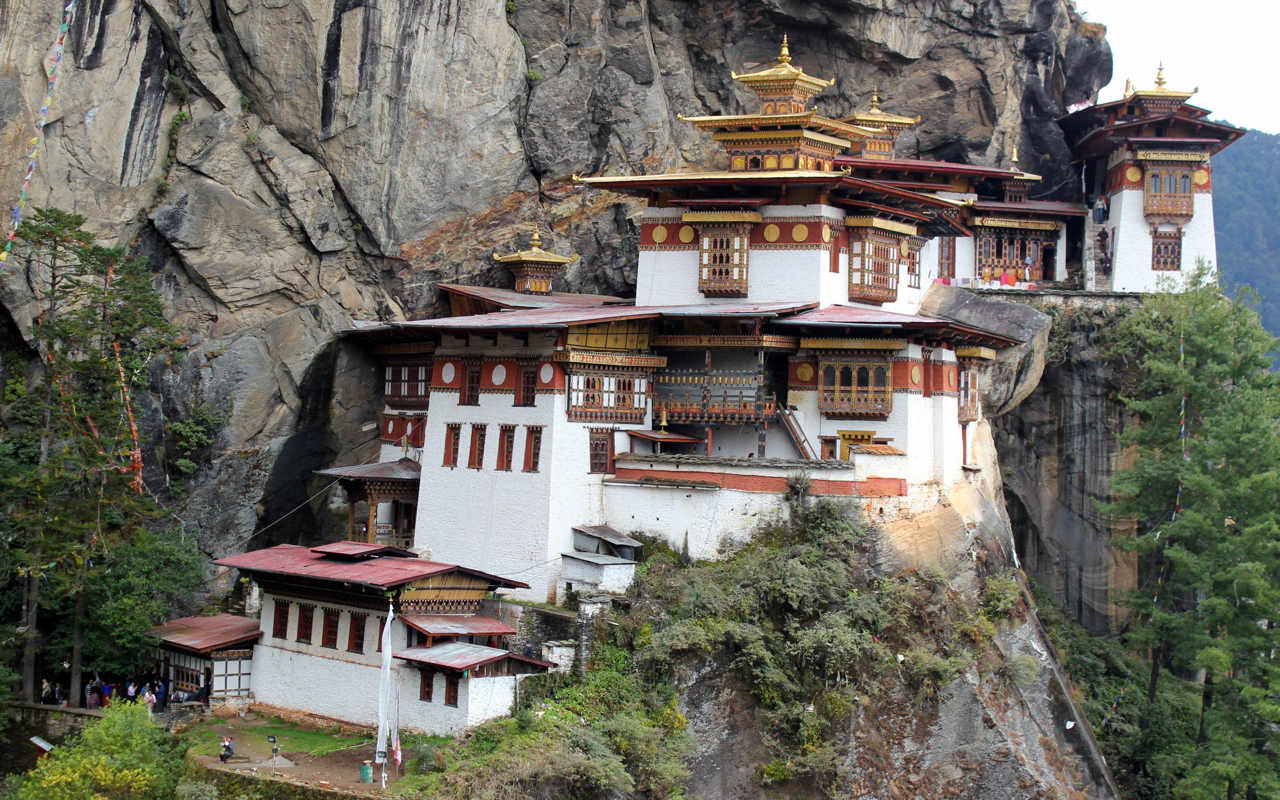
El Taktshang, monestir budista de la vall de Paro, un dels edificis més reconegust del país.

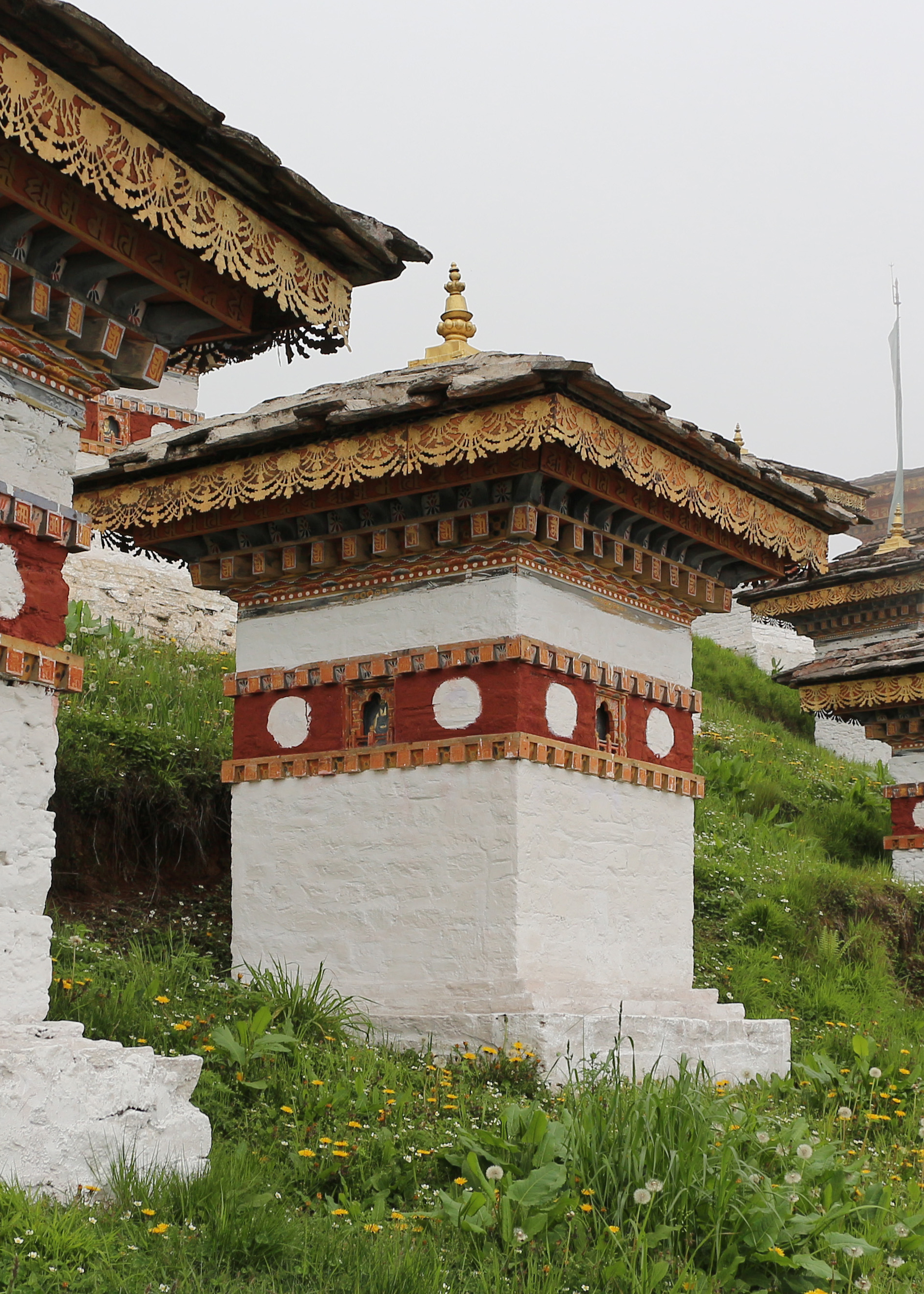
Un grup de chörtens al pas de Dochula.

L'arquitectura bhutanesa es compon de dzongs (fortaleses-monestirs), edificis religiosos i varietat de construccions d'ús diari. Sota el mandat del Shabdrung Ngawang Namgyal, els dzongs van ser construïts com baluards, alhora que van fer la funció de seus religioses i administratives des del segle xvii. Durant la seua història, Bhutan ha seguit la tradició d'arquitectura del Tíbet i budista. Els edificis del regne es caracteritzen per la uniformitat entre les diferents estructures: els components que defineixen les construcciones inclouen les teulades inclinades, els marcs de fusta ornamentats, les finestres de grandària creixent segons augmenta de pis, les bandes roges (kemar) en edificis sagrats i els murs exteriors pintats en blanc.

## Arquitectura tradicional
El Driglam namzha codifica les regles tradicionals per a la construcció dels dzongs, així com del edificis ordinaris. Amb la direcció d'un lama, els ciutadans alçaven les fortaleses com una part obligatòria de la seua contribució al regne. Però, en l'actualitat, las estructures tradicionals són construïdes per treballadors assalariats, el que posa a prova la capacitat del governs per a reparar i conservar els dzongs.
L'arquitectura tradicional continua vigent al país: des de 1998, per Reial Decret, tots els edificis han d'alçar-se amb façanes de fusta de diferents colors, petites finestres arquejades i teulades inclinades. Les estructures típiques del Bhutan occidental sovint utilitzen carcasses de fusta i fang, parets interiors de tova, murs exteriors de terra piconada i murs de contenció de pedra i terra. No s'elaboren plànols, ni es permeten claus o barres de ferro a la construcció. Moltes estructures tradicionals compten amb pintures murals i decoracions amb esvàstiques i motius fàl·lics.

### Edificis civils
Les mansions senyorials de l'oest de Bhutan (districtes de Bumthang, Paro i Trongsa) van aparèixer a finals del segle xix, durant una etapa de relativa calma. Igual que els dzongs, són edificis amb patis de diversos pisos i amb menys finestres que les cases ordinàries. Les plantes superiors de les residències generalment servien com capelles (choesum) que guardaven pintures, estàtues i literatura religiosa.

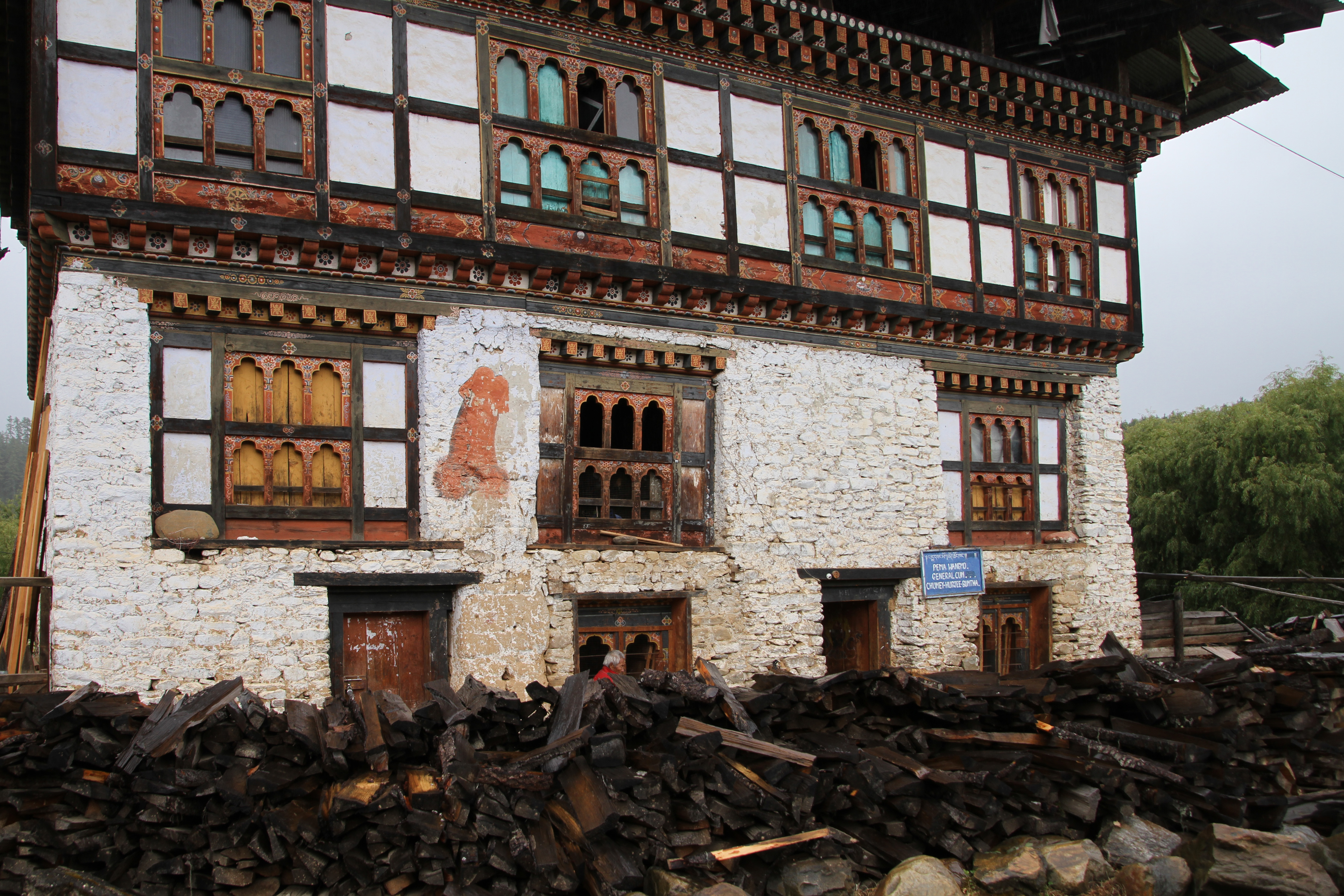
Una casa en el districte de Bumthang: és de notar l'ús de pedra en el mur exterior.

L'arquitectura dels habitatges ordinaris varia segons la ubicació i l'elevació: en les altituds més baixes del sud, les cases de bambú amb teulades de palla són comuns, mentre que els edificis es desenvolupen a estructures de pedres simples en majors alçades. Els edificis de dos pisos, similars a les mansions senyorials però de menor grandària, són abundants en tot l'oest de Bhutan. Igual que les mansions, els pisos superiors de forma comú es reservaven per a capelles, que també servien com habitacions de convidats. Els àtics, aïllats amb estores de bambú i fenc, sovint serveixen per assecar pells d'animals i xilis.
Com passa amb la majoria del edificis, les cases comuns en la zona occidental presenten parets de terra, picada en marcs de fusta durant una setmana i arrebossades amb calç. Una vegada terminades, poden deixar-se amb el pigment natural o blanquejar-se. Per altra banda, els valls orientals més humits de Bhutan tendeixen a ser barrancs estrets i costeruts, amb assentaments excavats directament de la falda de les muntanyes; en estes regions, els murs estan fets amb major freqüència amb pedra.

### Components

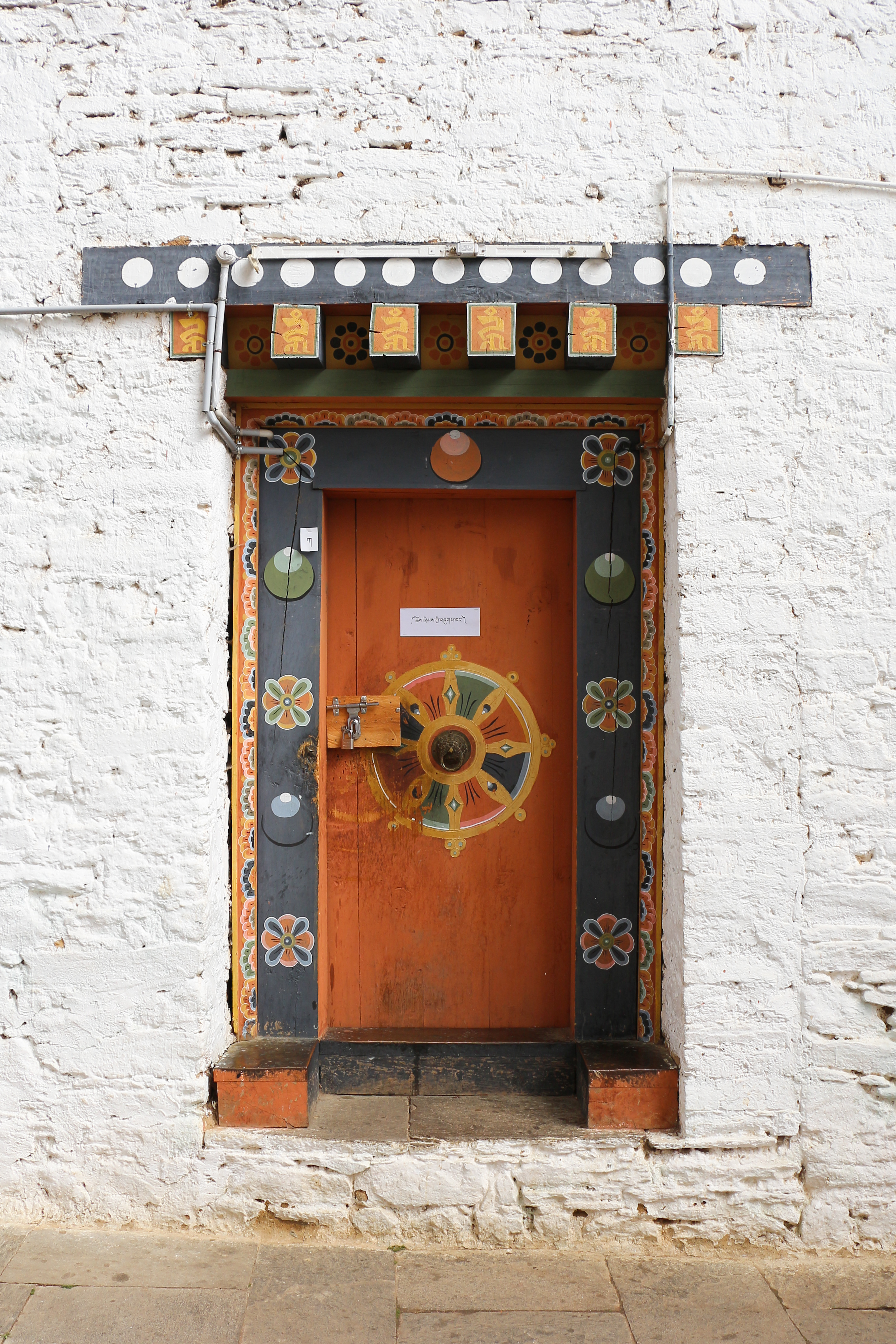
Típica porta butanesa en el dzong Simtokha.

Les portes de les cases butaneses solen tindre un disseny encadellat, amb frontisses en un parell de clavilles de fusta. Generalment, les finestres més petites es construeixen als pisos inferiors, amb finestres més grans als nivells superiors per augmentar la solidesa estructural. Aquestes presenten típicament ornamentacions amb motius de trèvols (horzhing). Els sostres amb teules de fusta estan inclinats i són adornats per una cornisa de fusta, però no tenen canaletes de pluja; hi ha una tendència creixent cap a les teules metàl·liques per la seua durabilitat major. En general, hi ha un gran espai entre el sostre i les parets per permetre el flux de l'aire.

## Dzong
L'arquitectura del dzong butanès va aconseguir el seu zenit al segle xvii sota el lideratge del gran lama Ngawang Namgyal, el primer Shabdrung. Aquest es va basar en visions i presagis per ubicar cadascun dels dzongs que va manar alçar. Les fortaleses es construïen amb freqüència al cim d'un turó o al costat de rierols importants amb propòsits defensius.
Els dzongs comprenen murs de mamposteria que envolten un o més patis. Les habitacions dins de l'edifici generalment es divideixen entre funció administrativa (com l'oficina del penlop o el governador) i funció religiosa (el temple i l'habitatge dels monjos). Aquesta separació entre funcions reflecteix la dualitat idealitzada de poder entre les branques religiosa i política del govern.

Els dzongs de Gasa, Punakha i Jakar
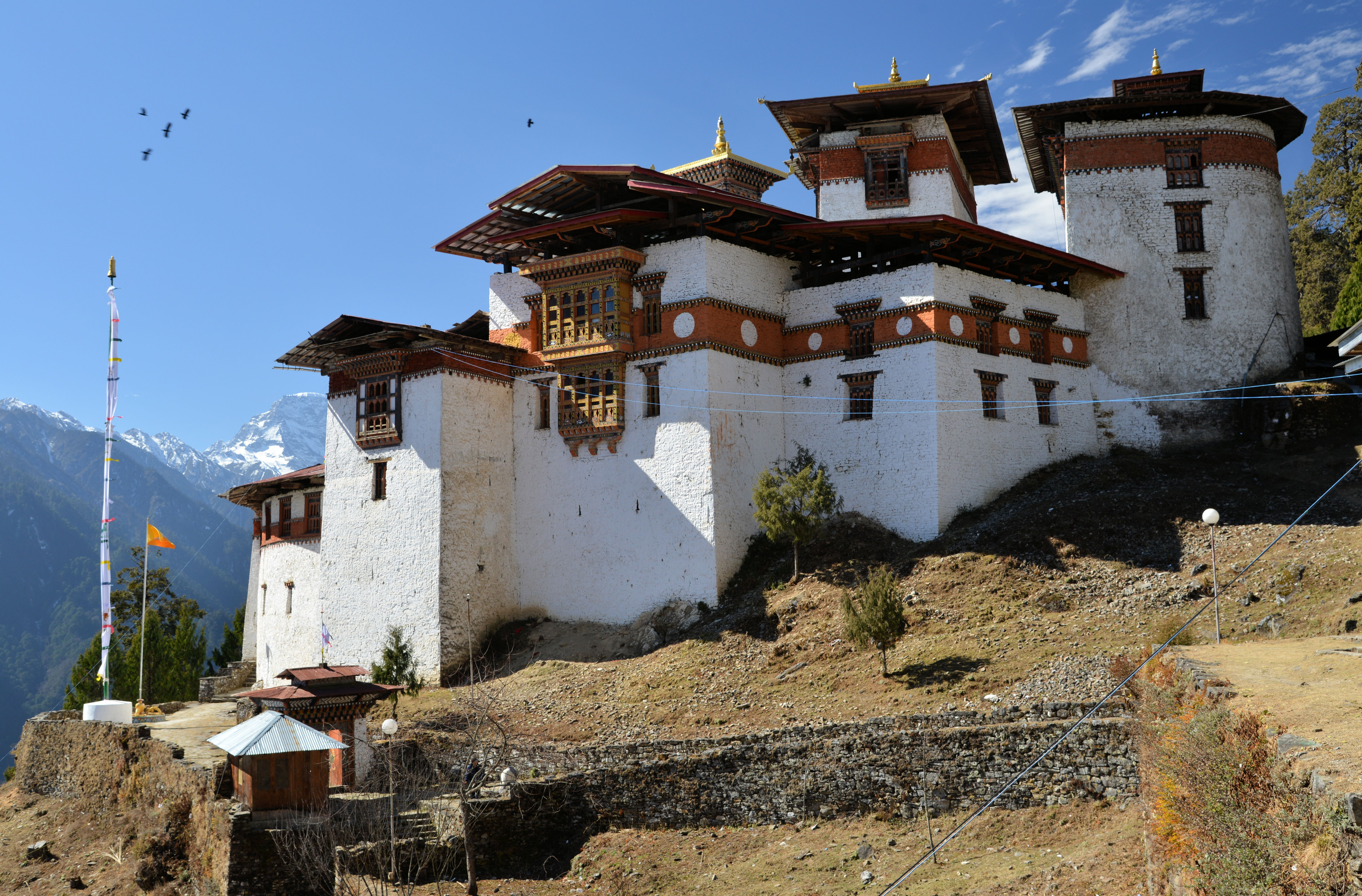
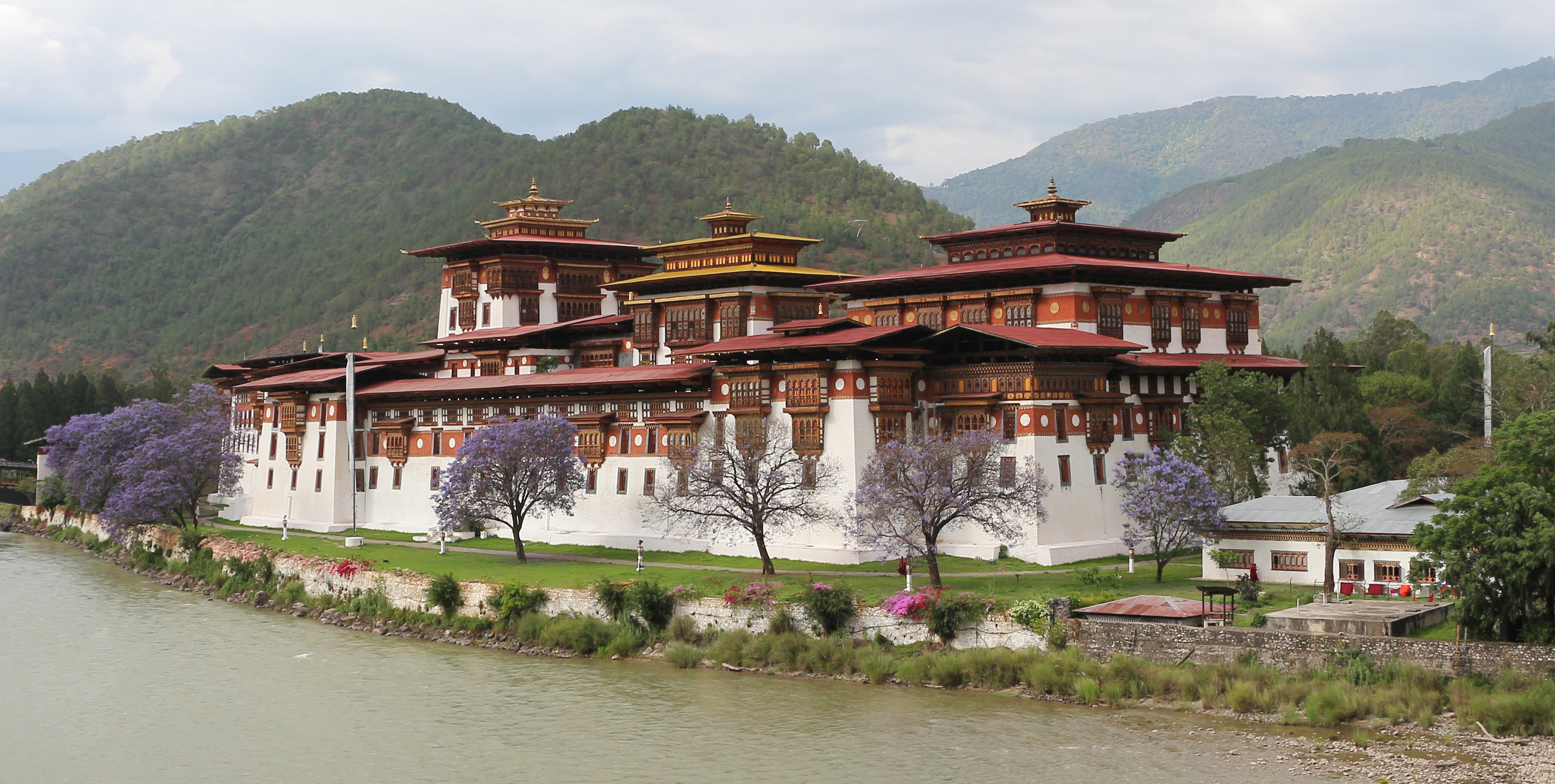
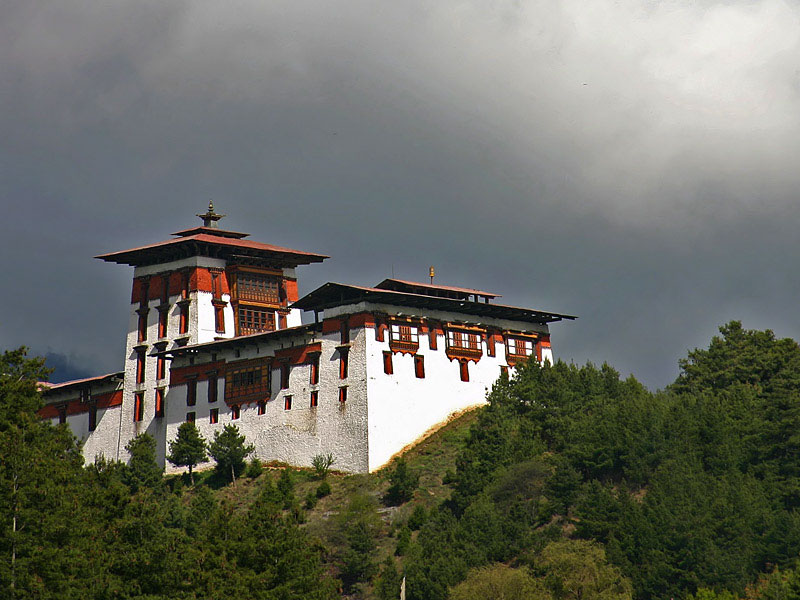

## Arquitectura religiosa

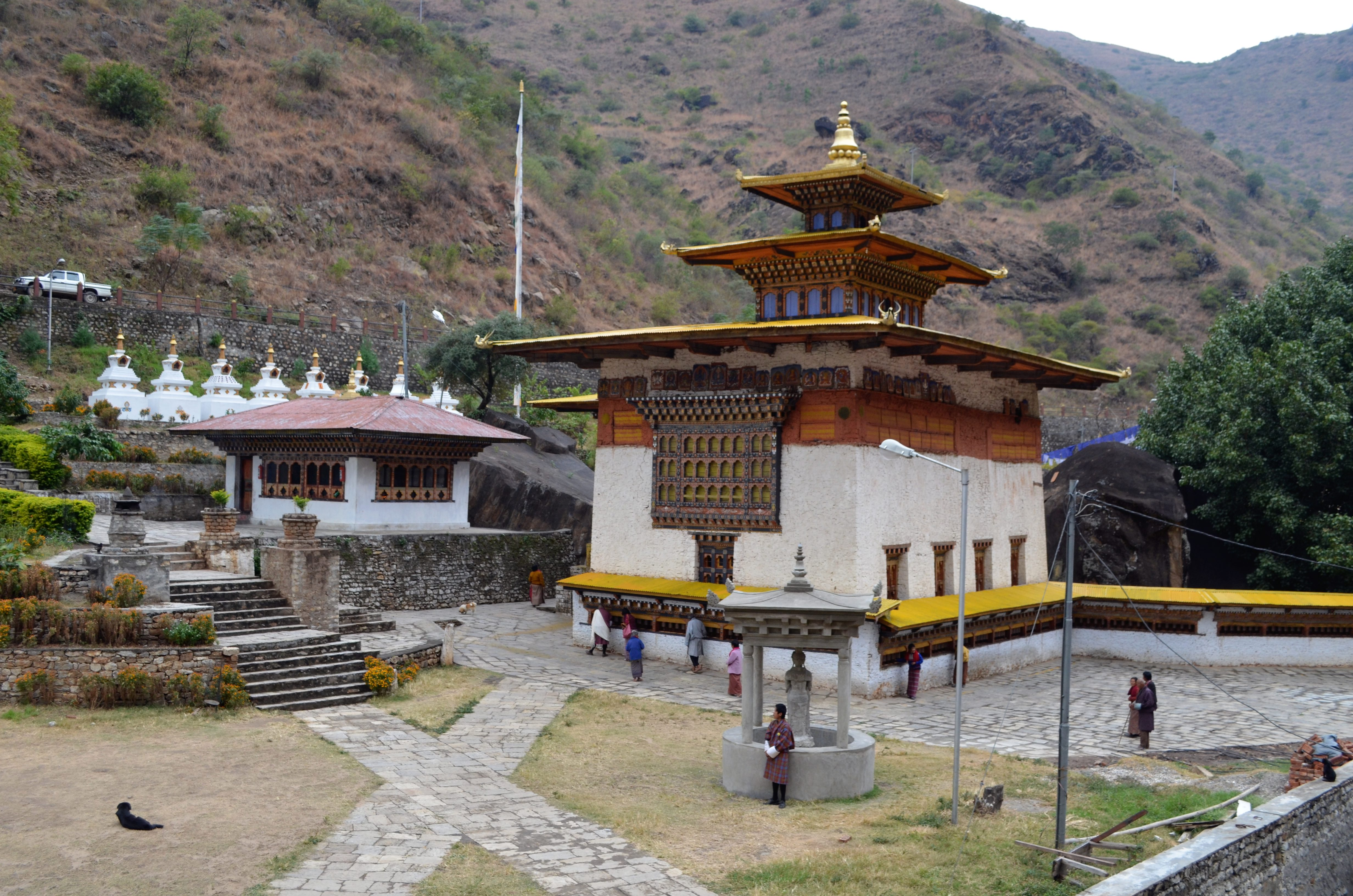
Temple Gomphuk Khora en Trashiyangtse.

Els temples budistes (lhakhang) a Bhutan són sovint estructures relativament simples d'un sol pis que envolten un pati. És comú que una franja roja decore els edificis al llarg de les parets superiors i que els sostres presenten colors daurats.
Les parets internes i les sales de congregació dels temples butanesos estan decorades amb frescos i murals. Predominen els temes religiosos, especialment la vida de Buda, les llegendes de Padmasambhava i les deïtats protectores.
Els monestirs (gonpa o goenpa) segueixen dues tradicions arquitectòniques, basant-se una en agrupacions i una altra en l'estil dels dzong. El primer tipus sembla presentar la tradició més antiga d'arquitectura monàstica a Bhutan, on un o dos temples estan envoltats per grups d'habitatges per als seus monjos.
Altra estructura religiosa típica del regne són els chörtens, receptacles d'adoració similars a les estupas. Els chörten acampanats butanesos més grans estan tallats en pedra i presenten un emblanquinat a l'estil nepalès. A l'est i el centre de Bhutan hi ha chörtens més petits, sovint acompanyats d'una superestructura protectora de fusta. L'estil nadiu de Bhutan és un pilar de pedra quadrat amb un khemar prop de la part superior, de vegades acompanyat d'una bola i una mitja lluna per representar el sol i la lluna. Aquesta tipologia autòctona representa una mena de forma reduïda de l'estupa clàssica.

## Ponts

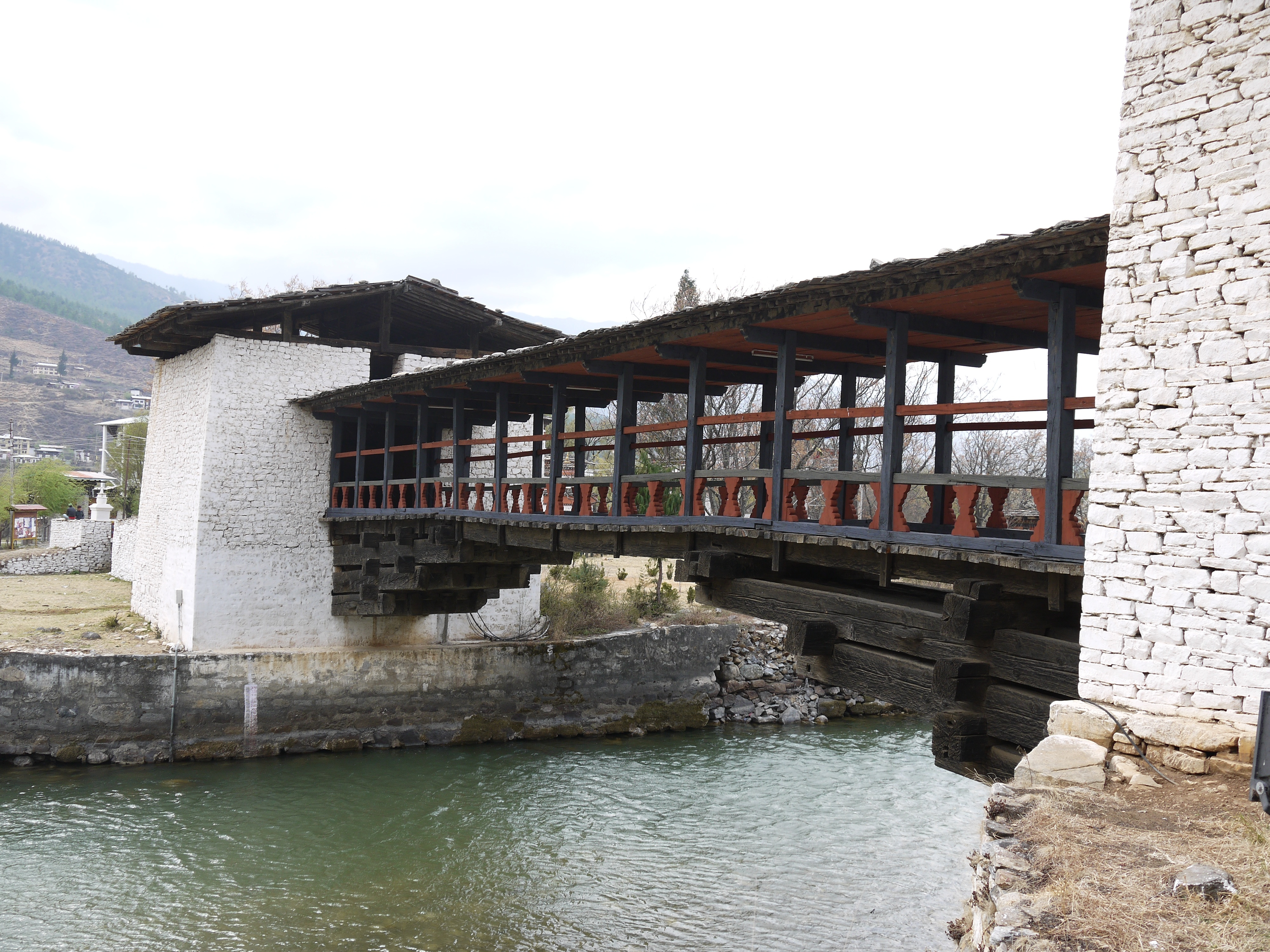
Pont sobre el ríu Paro, prop del dzong Rinpung.

Els ponts en mènsula de Bhutan consisteixen en estructures de fusta entrellaçades que formen un sol pont. Aquests ponts antics han suportat segles de trànsit humà, animal i cada vegada més industrial, i tenen la finalitat de travessar els rius llargs quan els ponts de fusta senzills no puguen abastar aquestes distàncies. El més extens, amb 56 metres de longitud, es troba en Punakha.